# 駒寄村
駒寄村（こまよせむら）は、群馬県中部、北群馬郡に属していた村。

## 地理
- 河川：利根川、吉岡川、午王頭川

## 歴史
- 1889年（明治22年）4月1日 町村制施行により、大久保村、漆原村が合併し西群馬郡駒寄村が成立する。
- 1896年（明治29年）4月1日 郡の統合（西群馬郡と片岡郡の統合）により群馬郡に所属する。
- 1949年（昭和24年）10月1日 北群馬郡（群馬郡から分立）に所属する。
- 1955年（昭和30年）4月1日 明治村と合併し吉岡村となる。